# Judge Jules
Julius O’Riordan (pseudonim Judge Jules, ur. 26 października 1966 w Londynie) – brytyjski DJ i producent muzyki trance.

## Historia
Judge Jules rozpoczął karierę w 1987 roku, początkowo grał na imprezach w północnej części Londynu. Jego pseudonim wywodzi się z posiadanego stopnia w dziedzinie prawa. Nadawać zaczął w 1987 roku w pirackiej jeszcze wtedy stacji Kiss FM, która stała się legalna w 1990 roku. Jules jako prowadzący pojawiał się w weekendowych wydaniach Kiss FM. W październiku 1997 roku Jules przeniósł się do radia BBC Radio 1.

## Dyskografia

### Albumy
- The Sperm Bank (1995)
- Proven Worldwide (2006)
- Bring the Noise (2009)